# Rudy Beckers

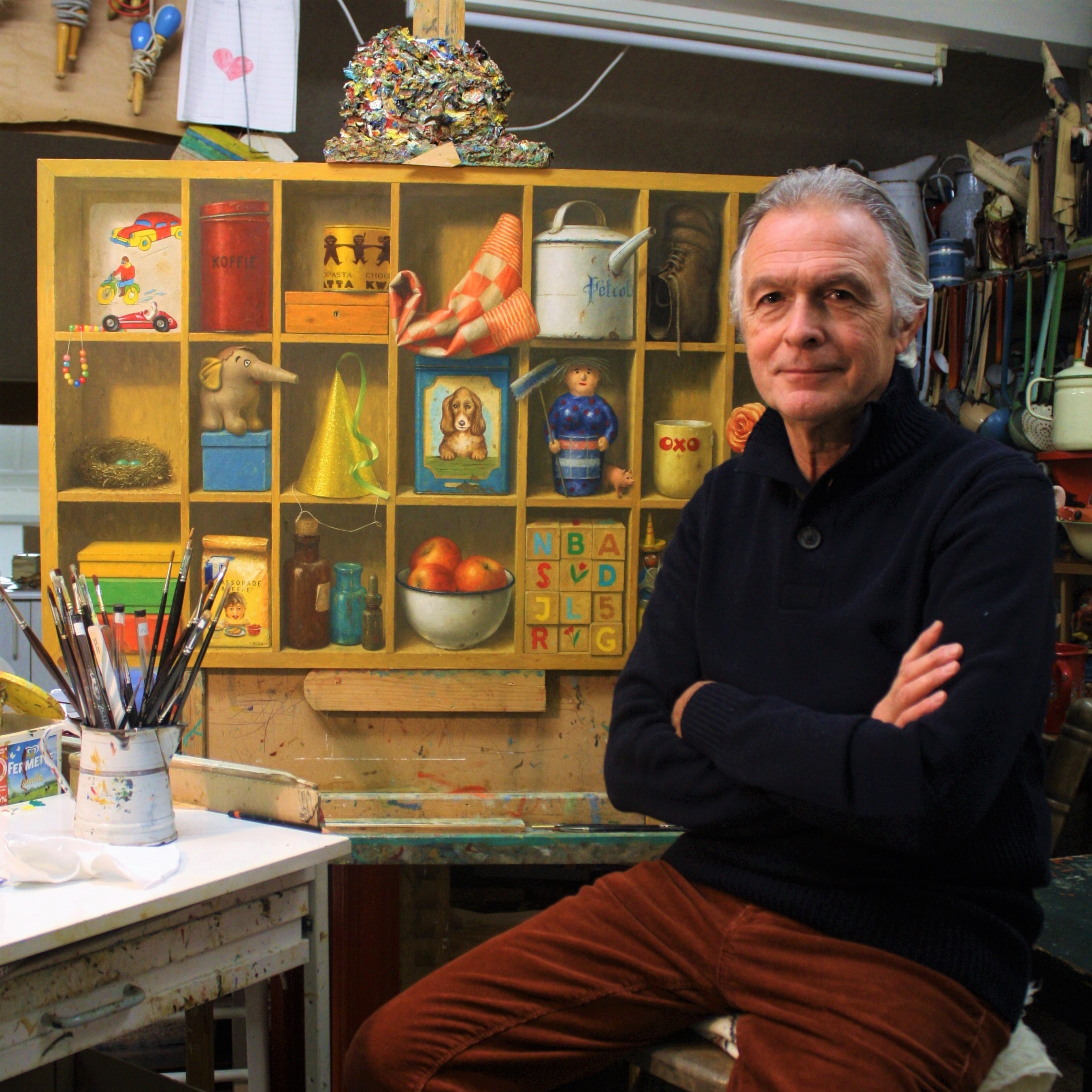
Kunstschilder Rudy Beckers in zijn atelier. Vorselaar, circa 2016

Rudy Beckers (Grobbendonk, 19 juni 1954) is een Belgisch kunstschilder. Hij behoort tot de stroming van het realisme. 

## Leven en werk
Beckers groeide op in Grobbendonk, maar verhuisde daarna naar Vorselaar.
Reeds van kindsbeen was Beckers graag aan het tekenen, maar na zijn schooltijd koos hij voor het beroep van diamantslijper. De eigenschappen die hiervoor van belang zijn vinden overeenkomsten met de manier waarop zijn schilderijen tot stand komen: een groot gevoel voor precisie, een doorgedreven concentratievermogen en veel geduld.
Beckers volgde in de jaren 80 les aan de kunstacademie van Herentals en maakt deel uit van kunstkring Post-Art uit Poederlee die uitsluitend opgericht werd door en voor oud-leerlingen van deze opleiding.
In zijn werken gebruikt hij steeds olieverf. In de beginperiode bracht hij deze aan op doek, later op paneel. Als artistieke compositie kiest Beckers steeds voor het stilleven, al bestaan er uit zijn vroegere periode ook enkele landschapsschilderijen. Het onderwerp van zijn schilderijen bestaat vaak uit oude voorwerpen, gebruikt speelgoed of etenswaren.
In het jaar 2020, sterk geïnspireerd door de coronapandemie, ontstond er ook een collectie van Vanitas-schilderijen.

## Overzicht van exposities
- 1990 - Lakenhal 'Kunst in de Kempen'- Eerste prijs van de Academie te Herentals
- 1990 - Galerij De Drie Berken, Wechelderzande
- 1991 - Gemeentehuis, Vorselaar
- 1992 - Ontmoetingscentrum, Lichtaart
- 1994 - 2de prijs schilderswedstrijd "Zandhoven die scone", Zandhoven
- 1995 - Geselecteerd "Anto Diez-prijs voor de schilderkunst", Bredene
- 1995 - Eerste eervolle vermelding "Kulturamaprijs", Haacht
- 1996 - 1ste Laureaat wedstrijd voor de schilderkunst, August Vermeylenfonds, Oostende
- 1996 - De lakenhal, Herentals
- 1997 - Huize Berlerode, Berlicum
- 1997 - Kunstkring 't Ven, Westmalle
- 1997 - Geselecteerd 1ste Biënnale voor de schilderkunst, Izegem
- 1999 - Expositieruimte 'De Herve', Den Bosch
- 1999 - Cultureel huis Begijnhof, Herentals
- 1999 - Mariaoord, Rosmalen
- 2000 - Kunstbeurs Holland Art Fair, Galerie 'De Kei', Utrecht
- 2000 - Kunstbeurs Autotron Rosmalen, Galerie 'De Kei'
- 2000 - Galerie 'De Kei', Nuenen
- 2001 - Kunstkring Post-Art, Poederlee
- 2002 - Galerie 'Artisart', Maastricht
- 2002 - Galerie 'Charivari', Knokke
- 2003 - Galerie 'Convent', Lier
- 2003 - Galerie 'Castor & Pollux', Bilzen
- 2004 - Galerie 'De Mispel' , Lille
- 2005 - Museum Schloss Rheidt, Mönchengladbach
- 2006 - VRC, Oostende
- 2006 - Galerij 'Alinia', Poperinge
- 2006 - Sint-Gummaruskerk, Herenthout
- 2007 - De Galeriet, Delden
- 2008 - De Waalse Kerk, Breda
- 2009 - Volle Vaart, Grobbendonk
- 2010 - Foyer Begijnhof, Diest
- 2010 - Abdij Mariënkroon, Nieuwkuijk
- 2011 - RVT Wijngaard,  Grobbendonk
- 2012 - Hiva Oa Art Gallery, Lelystad
- 2012 - Utopiart 27, Heusden-Zolder
- 2012 - CC Het Gasthuis, Aarschot
- 2013 - Hiva Oa Art Gallery, Lelystad
- 2015 - Kasteel Rivierenhof, Antwerpen
- 2016 - Domein Hooidonk, Zandhoven
- 2017 - Kerk, Vorselaar
- 2018 - De Schranshoeve, Vorselaar
- 2019 - Kunstenparcours Stormloop, Herentals
- 2019 - Cappuccino, Herentals
- 2020 - Lakenhal, Herentals ( uitgesteld naar het voorjaar van 2021)
- 2023 - De Schranshoeve, Vorselaar
- 2024 - De Schranshoeve, Vorselaar